# John Thompson III
John Robert Thompson III (nacido el 11 de marzo de 1966 en Boston, Massachusetts) es un entrenador baloncesto estadounidense que ejerce en la NCAA. Es hijo del también entrenador de la NCAA John Thompson. Su padre entrenó a la Universidad de Georgetown durante 27 años (1972-1999), 5 años después tomó las riendas su hijo John, que estuvo durante 13 años (2004-2017), hasta que fue relevado por Patrick Ewing.

## Trayectoria
- Universidad de Princeton (1995-2000), (Asist.)
- Universidad de Princeton (2000-2005)
- Universidad de Georgetown (2004-2017)